# 2017년 전국소년체육대회
제46회 전국소년체육대회는 2017년 5월 27일부터 5월 30일까지 대한민국 충청남도에서 열린 체육 대회이다.

## 개요
- 대회명칭 : 제46회 전국소년체육대회
- 개최기간 : 2017년 5월 27일 ~ 2017년 5월 30일
- 개최지 : 충청남도 (주개최지 : 아산시)
- 구호 : 몸도 튼튼, 마음도 튼튼, 나라도 튼튼
- 참가인원 : 12,194명
- 종별 : 초등부, 중등부
- 마스코트 : 충청이와 충나미

## 종목

### 정식종목
| - 검도 - 골프 - 근대3종 - 농구 - 럭비 - 레슬링 - 롤러 - 바둑 - 배구 - 배드민턴 | - 복싱 - 볼링 - 사격 - 사이클 - 소프트볼 - 수영 (경영, 다이빙, 수구) - 씨름 - 야구 - 양궁 - 역도 | - 유도 - 육상 - 정구 - 조정 - 철인3종 - 체조 - 축구 - 카누 - 탁구 - 태권도 | - 테니스 - 펜싱 - 하키 - 핸드볼 |

## 경기장
| 종목       | 소재지           | 경기장                       | 종별                  | 세부종목 | 비고      |
| ---------- | ---------------- | ---------------------------- | --------------------- | -------- | --------- |
| 검도       | 청양군           | 청양 군민체육관              | 전종별                |          |           |
| 골프       | 태안군           | 태안 현대 더링스CC           | 전종별                |          |           |
| 근대3종    | 논산시           | 논산 충남체육고등학교 수영장 | 전종별                | 수영     |           |
| 근대3종    | 논산시           | 논산 공설운동장              | 전종별                | 복합     | 육상/사격 |
| 농구       | 천안시           | 천안 단국대학교 체육관       | 초등부                |          |           |
| 농구       | 천안시           | 천안 상명대학교 체육관       | 중학부                |          |           |
| 럭비       | 예산군           | 예산 종합운동장              | 전종별                |          |           |
| 레슬링     | 아산시           | 아산 이순신빙상장(체육관)    | 전종별                |          |           |
| 롤러       | 논산시           | 논산 학생인라인롤러경기장    | 전종별                |          |           |
| 바둑       | 예산군           | 예산 생활체육관              | 전종별                |          |           |
| 배구       | 천안시           | 천안 공주대학교 체육관       | 남자초등부/여자초등부 |          |           |
| 배구       | 천안시           | 천안 공주대학교 체육관       | 남자중학부            |          |           |
| 배구       | 천안시           | 천안 우정공무원교육원 체육관 | 여자중학부            |          |           |
| 배드민턴   | 당진시           | 당진 실내체육관              | 전종별                |          |           |
| 복싱       | 보령시           | 보령 종합체육관              | 전종별                |          |           |
| 볼링       | 천안시           | 천안 정석볼링장              | 전종별                |          |           |
| 사격       | 청주시(충청북도) | 청주종합사격장               | 전종별                |          |           |
| 산악       | 당진시           | 당진 인공암벽경기장          | 전종별                |          |           |
| 세일링     | 보령시           | 보령시 요트경기장            | 전종별                |          |           |
| 세팍타크로 | 서천군           | 서천 국민체육센터            | 전종별                |          |           |
| 소프트볼   | 아산시           | 아산 한마음야구장            | 전종별                |          |           |
| 수영       | 아산시           | 배미수영장                   | 전종별                | 경영     |           |
| 수영       | 아산시           | 방축수영장                   | 전종별                | 다이빙   |           |
| 승마       | 상주시(경상북도) | 상주 국제승마장              | 전종별                |          |           |
| 씨름       | 태안군           | 태안 군민체육관              | 전종별                |          |           |
| 야구       | 천안시           | 천안 북일고등학교 야구장     | 중학부                |          |           |
| 야구       | 공주시           | 공주 시립박찬호야구장        | 초등부                |          |           |
| 양궁       | 홍성군           | 홍성 홍주종합경기장          | 전종별                |          |           |
| 역도       | 아산시           | 아산 온양고등학교 체육관     | 전종별                |          |           |
| 유도       | 서산시           | 서산 시민체육관              | 전종별                |          |           |
| 육상       | 아산시           | 아산 이순신종합운동장        | 전종별                |          |           |
| 자전거     | 양양군(강원도)   | 양양 벨로드롬                | 전종별                |          |           |
| 정구       | 홍성군           | 홍성 광천생활체육공원 정구장 | 전종별                |          |           |
| 조정       | 공주시           | 공주 금강조정경기장          | 전종별                |          |           |
| 철인3종    | 홍성군           | 홍성 홍보지구 트라이애슬론장 | 전종별                |          |           |
| 체조       | 금산군           | 금산 종합체육관              | 전종별                | 기계체조 |           |
| 체조       | 아산시           | 아산 경찰대학 경도관         | 전종별                | 리듬체조 |           |
| 체조       | 아산시           | 아산 순천향대학교 체육관     | 전종별                | 에어로빅 |           |
| 축구       | 아산시           | 아산 선문대운동장            | 남자중학부            |          |           |
| 축구       | 아산시           | 아산 선장축구장              | 남자초등부            |          |           |
| 축구       | 아산시           | 아산신도시 물환경센터 축구장 | 여자중학부            |          |           |
| 축구       | 아산시           | 아산 테크노밸리 축구장       | 여자초등부            |          |           |
| 카누       | 부여군           | 부여 백마강 카누경기장       | 전종별                |          |           |
| 탁구       | 아산시           | 아산 호서대학교 체육관       | 전종별                |          |           |
| 태권도     | 서천군           | 서천 국민체육센터            | 전종별                |          |           |
| 테니스     | 아산시           | 아산 강변테니스장            | 남자중학부/여자중학부 |          |           |
| 테니스     | 아산시           | 아산 지산체육공원 테니스장   | 남자초등부            |          |           |
| 테니스     | 아산시           | 아산 순천향대학교 테니스장   | 여자초등부            |          |           |
| 펜싱       | 계룡시           | 계룡 시민체육관              | 전종별                |          |           |
| 하키       | 아산시           | 아산 학선필드 하키경기장     | 전종별                |          |           |
| 핸드볼     | 천안시           | 천안 남서울대학교 체육관     | 중학부                |          |           |
| 핸드볼     | 천안시           | 아산 선문대 체육관           | 초등부                |          |           |